# KVV Looi Sport
KVV Looi Sport was een Belgische voetbalclub uit Tessenderlo. De club was bij de KBVB aangesloten met stamnummer 565 en had wit en zwart als kleuren. De club speelde in haar bestaan vier decennia in de nationale reeksen, maar verdween in 1997.

## Geschiedenis
De club werd opgericht in 1925 en sloot zich als Voetbal Vereniging Looi Sport Tessenderlo aan bij de Kempische Voetbalbond en een jaar later bij de Belgische Voetbalbond. Het eerste seizoen 1926-1927 speelden ze mee in de derde Provinciale afdeling (niveau 5), maar werden niet opgenomen in het eindklassement. Bij de invoering van de stamnummers in 1926 kreeg men nummer 565 toegekend.
De club klom op en in 1938 bereikte men voor het eerst de nationale bevorderingsreeksen, in die tijd het derde niveau. De club kon er zich handhaven, maar een jaar later brak de Tweede Wereldoorlog uit. De competities werden dan ook een tijd onderbroken. In 1941 werden weer volwaardige competities ingericht, en Looi Sport speelde verder in Bevordering. Ook op het eind van de oorlog, in 1944/45 werden de competities afgebroken. De competities werden hervat vanaf 1945, maar Looi Sport strandde dat eerste seizoen als allerlaatste in zijn reeks. Na een half decennium verdween Looi Sport uit de nationale reeksen.
In 1951 werd de club koninklijk en de naam werd Koninklijke Voetbal Vereniging Looi Sport Tessenderlo. In 1953 bereikte de club na zeven jaar opnieuw de nationale reeksen, die nu sinds een seizoen eerder gevormd werden door de nieuwe nationale Vierde Klasse. Looi Sport wist er zich opnieuw te handhaven en eindigde er in 1957 zelfs als derde in zijn reeks, op vier punten van reekswinnaar KV Aarschot Sport. Dit resultaat kon men niet meer herhalen en in 1959 strandde men uiteindelijk op een degradatieplaats. Na zes jaar zakte KVV Looi Sport weer naar de provinciale reeksen.
Het duurde weer zeven jaar, tot 1966, eer Looi Sport terugkeerde in de nationale reeksen. De club eindigde er het eerste seizoen na de terugkeer meteen als derde. De volgende jaren eindigde men in de middenmoot, tot men in 1970 een tweede plaats haalde, weliswaar op een ruime achterstand van 12 punten op reekswinnaar SK Tongeren. Het jaar erop eindigde men nog als derde, en in 1972 slaagde men er uiteindelijk in de reeks te winnen. KVV Looi Sport stootte zo door naar Derde Klasse. De club wist er zich de volgende jaren met wisselende resultaten te handhaven in de middenmoot, met als beste klassering een vierde plaats in 1981. Men bleef echter een middenmoter, tot men het halverwege de jaren 80 moeilijker kreeg. In 1984 kon een degradatieplaats nog nipt vermeden worden, maar een voorlaatste plaats in 1985 betekende toch de degradatie. Na 13 seizoenen in Derde Klasse moest Looi Sport terug naar Vierde.
Na twee jaar in de middenmoot, wist Looi Sport in 1988 weer zijn reeks te winnen in Vierde Klasse en zo promoveerde men opnieuw naar Derde Klasse. Daar speelde men nog een aantal jaren als middenmoter, tot 1992. Men was er geëindigd met evenveel punten als KVO Aarschot en KFC Heultje. Looi Sport had echter meer verloren en strandde als laatste van de drie, op een voorlaatste plaats, en zakte zo na vier jaar weer naar Vierde Klasse.
Looi Sport wist zich de volgende jaren nog te handhaven in Vierde Klasse. In 1994 eindigde men vierde en behaalde men een plaats in de eindronde, maar daar bleek Wezel Sport te sterk. De club kon dit resultaat niet herhalen en halverwege de jaren 90 kwam uiteindelijk het verval. In 1996 strandde men afgetekend op een laatste plaats. Na 30 seizoenen onafgebroken nationaal voetbal degradeerde de club weer naar de provinciale reeksen. Ook daar lukte het sportief niet meer voor de club. Men eindigde ook daar afgetekend als laatste, na een seizoen waarin amper 11 punten werden behaald. De club kende financiële problemen en legde dan ook in 1997 de boeken neer. Stamnummer 565 verdween na een geschiedenis met vier decennia nationaal voetbal.
In 2002 nam een andere club uit de gemeente, KVV Thes Sport Tessenderlo, zijn intrek in de vroegere faciliteiten van Looi Sport. Na het verdwijnen van Looi Sport als beste club van de gemeente, zou ook Thes Sport een paar jaar later voor het eerst de nationale reeksen bereiken.

## Resultaten
| Seizoen                                                    | Klasse | Klasse | Klasse | Klasse | Klasse | Klasse | Klasse | Klasse | Klasse | Reeks                                     | Punten                                    | Opmerkingen                               |                                           |
|                                                            | I      | I      | II     | III    | P.I    |        |        |        |        |                                           |                                           | Vanaf 1926/27 zijn er 3 nationale niveaus | Vanaf 1926/27 zijn er 3 nationale niveaus |
| ---------------------------------------------------------- | ------ | ------ | ------ | ------ | ------ | ------ | ------ | ------ | ------ | ----------------------------------------- | ----------------------------------------- | ----------------------------------------- | ----------------------------------------- |
| Als VV Looi Sport                                          |        |        |        |        |        |        |        |        |        |                                           |                                           |                                           |                                           |
| 1938/39                                                    |        |        |        | 9      |        |        |        |        |        | Derde Klasse D                            | 24                                        |                                           |                                           |
| 1939/40                                                    |        |        |        |        |        |        |        |        |        |                                           |                                           | competitie onderbroken door oorlog        |                                           |
| 1940/41                                                    |        |        |        |        |        |        |        |        |        |                                           |                                           | competitie onderbroken door oorlog        |                                           |
| 1941/42                                                    |        |        |        | 9      |        |        |        |        |        | Derde Klasse D                            | 25                                        |                                           |                                           |
| 1942/43                                                    |        |        |        | 5      |        |        |        |        |        | Derde Klasse A                            | 32                                        |                                           |                                           |
| 1943/44                                                    |        |        |        | 5      |        |        |        |        |        | Derde Klasse B                            | 33                                        |                                           |                                           |
| Geen competitie door oorlog tijdens 1944/45                |        |        |        |        |        |        |        |        |        |                                           |                                           |                                           |                                           |
| 1945/46                                                    |        |        |        | 19     |        |        |        |        |        | Derde Klasse B                            | 19                                        |                                           |                                           |
| In provinciale reeksen tussen 1946 en 1953                 |        |        |        |        |        |        |        |        |        |                                           |                                           |                                           |                                           |
|                                                            | I      | I      | II     | III    | IV     | P.I    | P.II   | P.III  | P.IV   | Vanaf 1952/53 zijn er 4 nationale niveaus | Vanaf 1952/53 zijn er 4 nationale niveaus | Vanaf 1952/53 zijn er 4 nationale niveaus |                                           |
| Als KVV Looi sport                                         |        |        |        |        |        |        |        |        |        |                                           |                                           |                                           |                                           |
| 1953/54                                                    |        |        |        |        | 8      |        |        |        |        | Vierde Klasse B                           | 31                                        |                                           |                                           |
| 1954/55                                                    |        |        |        |        | 5      |        |        |        |        | Vierde Klasse A                           | 34                                        |                                           |                                           |
| 1955/56                                                    |        |        |        |        | 10     |        |        |        |        | Vierde Klasse D                           | 30                                        |                                           |                                           |
| 1956/57                                                    |        |        |        |        | 3      |        |        |        |        | Vierde Klasse C                           | 34                                        |                                           |                                           |
| 1957/58                                                    |        |        |        |        | 8      |        |        |        |        | Vierde Klasse C                           | 29                                        |                                           |                                           |
| 1958/59                                                    |        |        |        |        | 14     |        |        |        |        | Vierde Klasse C                           | 19                                        |                                           |                                           |
| In provinciale reeksen tussen 1959 en 1966                 |        |        |        |        |        |        |        |        |        |                                           |                                           |                                           |                                           |
| 1966/67                                                    |        |        |        |        | 3      |        |        |        |        | Vierde Klasse C                           | 36                                        |                                           |                                           |
| 1967/68                                                    |        |        |        |        | 8      |        |        |        |        | Vierde Klasse B                           | 32                                        |                                           |                                           |
| 1968/69                                                    |        |        |        |        | 10     |        |        |        |        | Vierde Klasse B                           | 32                                        |                                           |                                           |
| 1969/70                                                    |        |        |        |        | 2      |        |        |        |        | Vierde Klasse D                           | 42                                        |                                           |                                           |
| 1970/71                                                    |        |        |        |        | 3      |        |        |        |        | Vierde Klasse C                           | 38                                        |                                           |                                           |
| 1971/72                                                    |        |        |        |        | 1      |        |        |        |        | Vierde Klasse C                           | 43                                        |                                           |                                           |
| 1972/73                                                    |        |        |        | 7      |        |        |        |        |        | Derde Klasse A                            | 30                                        |                                           |                                           |
| 1973/74                                                    |        |        |        | 11     |        |        |        |        |        | Derde Klasse A                            | 22                                        |                                           |                                           |
| 1974/75                                                    |        |        |        | 5      |        |        |        |        |        | Derde Klasse B                            | 34                                        |                                           |                                           |
| 1975/76                                                    |        |        |        | 7      |        |        |        |        |        | Derde Klasse B                            | 33                                        |                                           |                                           |
| 1976/77                                                    |        |        |        | 5      |        |        |        |        |        | Derde Klasse B                            | 33                                        |                                           |                                           |
| 1977/78                                                    |        |        |        | 11     |        |        |        |        |        | Derde Klasse A                            | 29                                        |                                           |                                           |
| 1978/79                                                    |        |        |        | 12     |        |        |        |        |        | Derde Klasse B                            | 25                                        |                                           |                                           |
| 1979/80                                                    |        |        |        | 10     |        |        |        |        |        | Derde Klasse B                            | 27                                        |                                           |                                           |
| 1980/81                                                    |        |        |        | 4      |        |        |        |        |        | Derde Klasse B                            | 36                                        |                                           |                                           |
| 1981/82                                                    |        |        |        | 10     |        |        |        |        |        | Derde Klasse B                            | 29                                        |                                           |                                           |
| 1982/83                                                    |        |        |        | 9      |        |        |        |        |        | Derde Klasse B                            | 29                                        |                                           |                                           |
| 1983/84                                                    |        |        |        | 14     |        |        |        |        |        | Derde Klasse B                            | 26                                        |                                           |                                           |
| 1984/85                                                    |        |        |        | 15     |        |        |        |        |        | Derde Klasse B                            | 20                                        |                                           |                                           |
| 1985/86                                                    |        |        |        |        | 8      |        |        |        |        | Vierde Klasse B                           | 32                                        |                                           |                                           |
| 1986/87                                                    |        |        |        |        | 12     |        |        |        |        | Vierde Klasse C                           |                                           |                                           |                                           |
| 1987/88                                                    |        |        |        |        | 1      |        |        |        |        | Vierde Klasse C                           | 46                                        |                                           |                                           |
| 1988/89                                                    |        |        |        | 8      |        |        |        |        |        | Derde Klasse B                            | 30                                        |                                           |                                           |
| 1989/90                                                    |        |        |        | 9      |        |        |        |        |        | Derde Klasse B                            | 28                                        |                                           |                                           |
| 1990/91                                                    |        |        |        | 11     |        |        |        |        |        | Derde Klasse B                            | 25                                        |                                           |                                           |
| 1991/92                                                    |        |        |        | 15     |        |        |        |        |        | Derde Klasse B                            | 22                                        |                                           |                                           |
| 1992/93                                                    |        |        |        |        | 6      |        |        |        |        | Vierde Klasse C                           | 33                                        |                                           |                                           |
| 1993/94                                                    |        |        |        |        | 4      |        |        |        |        | Vierde Klasse C                           | 37                                        |                                           |                                           |
| 1994/95                                                    |        |        |        |        | 8      |        |        |        |        | Vierde Klasse C                           | 28                                        |                                           |                                           |
| 1995/96                                                    |        |        |        |        | 16     |        |        |        |        | Vierde Klasse C                           | 20                                        |                                           |                                           |
| 1996/97                                                    |        |        |        |        |        | 16     |        |        |        | Eerste Prov. Lim.                         | 20                                        |                                           |                                           |
| In 1997 stopte de club met bestaan na financiële problemen |        |        |        |        |        |        |        |        |        |                                           |                                           |                                           |                                           |

## Bekende spelers
- Julien Lodders, speelde later in de hoogste klasse bij SK Beveren
- Alfons Peeters, voormalige international, hier een tijdje actief op het einde van zijn spelerscarrière
- Willy Reynders, werd later assistent-trainer en trainer bij verschillende clubs
- Dirk Thoelen, speelde later bij andere clubs in de hoogste klasse
- Ludo Geens, speelde later in de hoogste klasse voor Thor Waterschei, Lokeren, Antwerp en STVV